# 太陽のカサ
「太陽のカサ」（たいようのカサ）は、日本の男女バンドI-luluの1枚目のシングル。

## 解説
- バンドのデビューシングル。
- 2005年12月4日にビクターエンタテインメントのレーベルget over the recordsよりリリースされた。CDの1形態で発売された。
- シングルプロデューサーは長尾大（元Do As Infinity）。
- 後に2曲ともファーストアルバム『ROPS』に収録される。

## 収録曲

### CD
1. 太陽のカサ
作詞：水島歌菜 / 作曲：片山義美
フジテレビ系『奇跡体験!アンビリバボー』エンディング・テーマ
2. ふたりで
作詞：水島歌菜 / 作曲：片山義美
3. 太陽のカサ (Instrumental)
4. ふたりで (Instrumental)